# Никона (Перетягина)
Игуменья Никона (в миру Раиса Егоровна Перетягина; 12 октября 1941, Лысьва, Молотовская область — 28 мая 2012, Шамординский монастырь) — монахиня Русской православной церкви, настоятельница Казанской Амвросиевской женской пустыни в Шамордине (1990—2012). За время своего настоятельства сумела возродить обитель из руин.

## Биография
Родилась 12 октября 1941 года в городе Лысьва в семье Анны Игнатьевны Перетягиной и Георгия Михайловича Перетягина. В тот же день рождения дочери её отец погиб на фронте. В семье была старшая сестра Валентина. В их доме на положении дедушки уже много лет жил на покое игумен Иаков (Ушаков) — бывший насельник Санаксарского монастыря, прошедший через лагеря и ссылки. Благодаря ему девочки с ранних лет пели в церковном хоре.
Окончив восьмой класс, Раиса перешла в вечернюю школу, чтобы днём работать и по возможности вносить вклад в скромный доход семьи. Надежда поступить в Ленинградский железнодорожный институт не сбылась из-за серьёзной болезни Раисы.
Первоначально работала на почте, а с 1976 года — экспедитором по рассылке литературы в редакции «Журнала Московской Патриархии». В те же годы она пела в храме Петра и Павла в Лефортове и являлась там сменным псаломщиком. Большую роль в её жизни в этот период сыграл митрополит Питирим (Нечаев), бывший в то время главным редактором ЖМП.
В октябре 1983 года стала послушницей женского Свято-Троицкого Сергиева монастыря в Риге, где исполняла послушание на клиросе и монастырской трапезной. В 1984 году окончила регентскую школу при Московской духовной семинарии на территории Троице-Сергиевой лавры и 9 июля 1984 года вернулась в Рижский Свято-Троице-Сергиев монастырь, где в 1988 году митрополитом Рижским и Латвийским Леонидом (Поляковым) была пострижена в монашество с именем Никона в честь преподобного Никона Радонежского. Её наставницей была игумения Магдалина (Жегалова).
15 мая 1990 года Шамординский монастырь официально передали Русской православной церкви. На тот период монастырь находился в руинах. За предельно краткий срок — всего 20 дней — храм в честь иконы Божией Матери «Утоли моя печали» был подготовлен к освящению, которое состоялось 27 мая. В тот же день возведена в сан игумении в храме в честь иконы Божией Матери «Утоли моя печали» Шамординского монастыря. В дальнейшем на территории монастыря были освящены ещё два храма, включая Казанский собор, освящённый в августе 2005 года патриархом Алексием II.
За годы своего игуменства сумела восстановить обитель и привлечь к ней внимание многих людей. На 2010 год в монастыре насчитывалось 130 насельниц.
12 октября 2011 года в Шамордине отметили её 70-летие. Тогда же Патриарх Московский и всея Руси Кирилл представил матушку к награждению орденом Евфросинии Московской III степени, который был ей вручен 19 ноября 2011 года во время празднования 65-летия Патриарха в кафедральном соборном Храме Христа Спасителя.
Скончалась 28 мая 2012 года после тяжёлой неизлечимой болезни. В связи с её кончиной, Патриарх Кирилл направил соболезнования сёстрам Казанской Амвросиевской женской пустыни.
30 мая 2012 года состоялось отпевание игуменьи Никоны. Проводить её в последний путь прибыло множество духовенства а также игумений из разных монастырей России. Приехали три архиерея: архиепископ Владимирский и Суздальский Евлогий (Смирнов), председатель Синодального отдела по монастырям и монашеству архиепископ Сергиево-Посадский Феогност (Гузиков), епископ Рыбинский и Угличский Вениамин (Лихоманов). Тело игумении Никоны погребли в том самом склепе, где раньше находились мощи первой настоятельницы Шамординской обители, игумении Софии (Болотовой).

## Награды
- игуменский посох (4 декабря 1990)
- золотой наперсный крест с украшениями (13 августа 2005)[11]
- медаль священномученика Иоанна Рижского I степени (2008; Латвийская православная церковь, «за усердное служение Церкви»)[12]
- Орден Преподобной Евфросинии, великой княгини Московской (12 октября 2011)